# The Mystery of the Dover Express
The Mystery of the Dover Express è un cortometraggio muto del 1913 diretto da George Lessey.
Secondo episodio della serie The Chronicles of Cleek.

## Produzione
Il film fu prodotto dalla Edison Company.

## Distribuzione
Distribuito dalla General Film Company, il film - un cortometraggio in una bobina - uscì nelle sale cinematografiche degli Stati Uniti il 30 dicembre 1913.